# بنكسية أشبية
بنكسية أشبية (الاسم العلمي:Banksia ashbyi) هي نوع من النباتات تتبع جنس البنكسية من الفصيلة البروطية.